# Lluís Roura Juanola
Lluís Roura Juanola (Sant Miquel de Campmajor, 5 de desembre de 1943) és un pintor, escultor, editor i il·lustrador de llibres català.

## Biografia
El seu pare, Lluís, vidu amb cinc fills es va casar en segones noces amb Teresa Juanola, també vídua, amb dos fills. Del nou matrimoni van néxer Lluís (el pintor) i Rosa.
Després de la mort de la mare (1952), el pare el va enviar a Castelló d'Empúries, al Mas Bustins i va començar el seu primer contacte a l'Alt Empordà. Dos anys més tard, el 1954, va passar l'hivern a Pont de Molins, a casa de la seva germana que hi exercia de mestra.
El 1969 es va casar amb Paquita Hermoso a Massanes i el matrimoni es va instal·lar al barri de la Guineueta de Barcelona. Van tenir dos fills: Jordi (1970) i Lluís (1973).

## Obra
Des del 1970 va exposar els seus treballs dins i fora de Catalunya. La primera exposició va ser a la Sala Ausart de Vic (1970).
L'any 1974 va fer la seva primera exposició individual a Madrid, a la Sala Melià-Castilla.
El 1979 va pintar Les Quatre Estacions, quatre teles de 2x2 metres que, essent les primeres obres de gran format pintades per Roura, encara s'exposen avui dia.
Ha exposat les seves obres a Caracas, Suïssa, Basilea, Ginebra, el Pertús, Cabestany, Viena, Miami, Sant Petersburg i Brussel·les.
Entre 1977 i l'any 2000 va realitzar sis grans pintures de Terra Santa: El Sinaí, Betlem, El Riu Jordà, Natzaret, La Muntanya de les Benaurances i Jerusalem que, actualment, s'exposen a la basílica de Castelló d’Empúries.
A Figueres, amb els pintors Ricard Ansón, Daniel Lleixà, Josep Ministral i Ramon Pujolboira, va fundar el Grup 69, el 1984, que va realitzar un mural de 150 metres quadrats, en homenatge a Salvador Dalí, titulat Cinc visions dins d’un espai empordanès. Aquesta obra dedicada a Dalí resta exposada a Figueres, amb un mosaic de 5 x 30 metres per l'artista Armand Olivé.
L’obra pictòrica és present a institucions públiques, ajuntaments, museus, com el de l’Empordà, a Figueres; al museu del Futbol Club Barcelona, al museu Mayte Spinola a Marmolejo (Jaén), al museu d’Art Estranger a Sofia (Bulgària) i a les esglésies parroquials de Sant Pere de l’Escala, Sant Martí d’Empúries i Sant Pere de Figueres.
El desembre del 2000 es va presentar a Figueres l'audiovisual Vivaldi a l'Empordà, una peça que combina l'obra de Roura, el paisatge empordanès i la música de les Quatre Estacions de Vivaldi, una idea que l'artista va dur a terme amb l'Orquestra de Cambra de l’Empordà, dirigida per Carles Coll i Chris Nicols com a solista de les estacions.
Entre els seus premis més destacats, trobem la Medalla d'Honor del Premi de Pintura Comtessa de Barcelona (1981) i la Creu de Sant Jordi (2017).
També ha estat col·laborador, durant els anys 2006-2008, en el programa El Suplement, de Xavier Solà, a Catalunya Ràdio, en l’espai “La paleta del pintor”, on feia un recorregut literari i pictòric per totes les comarques de Catalunya.